# О’Бэннон, Дэн
Дэн О’Бэ́ннон (Dan O’Bannon; 30 сентября 1946 года, Сент-Луис, Миссури, США — 17 декабря 2009 года, Лос-Анджелес, США) — американский сценарист и кинорежиссёр.

## Биография
Окончил университет Южной Калифорнии по специальности «кинематография».
Начало карьеры связано с работой над фильмом «Тёмная звезда» (1974) вместе с Джоном Карпентером. Студенческий фильм неожиданно вышел в кинопрокат, хотя бюджет ленты составил всего 60 тысяч долларов.
После неудачной попытки в 1976 году снять картину «Дюна» с европейским режиссёром Алехандро Ходоровским, вернулся в США и начал работать над сценарием под названием «Star Beast», который позднее превратился в фильм «Чужой» (1979). Также работал компьютерным аниматором над фильмом Джорджа Лукаса «Звёздные войны» (1977).
В 1976 году О’Бэннон написал рассказ «Долгое завтра» (англ. The Long Tomorrow), который проиллюстрировал Мёбиус; эти иллюстрации вдохновляли Ридли Скотта во время работы над кинокартиной «Бегущий по лезвию» (1982).
Для фильма «Вспомнить всё» (1990) О’Бэннон написал сценарий по рассказу Ф. К. Дика «Из глубин памяти».

## Фильмография
| Год  | Название                                 | Режиссёр | Сценарист | Прочее | Актёрская роль                                               | Примечания |
| ---- | ---------------------------------------- | -------- | --------- | ------ | ------------------------------------------------------------ | --- |
| 1969 | Кровавая баня                            | Да       | Да        |        |                                                              | Короткометражные фильмы |
| 1971 | Освобождение Фостера                     |          |           | Да     | Киллер                                                       | Короткометражные фильмы |
| 1974 | Тёмная звезда                            |          | Да        | Да     | Сержант Пинбэк                                               | Монтажёр Супервайзер визуальных эффектов Художник постановщик                                                                                         |
| 1977 | Звёздные войны. Эпизод IV: Новая надежда |          |           | Да     |                                                              | Автор компьютерной анимации и графических дисплеев: блока миниатюрных и оптических эффектов                                                           |
| 1979 | Чужой                                    |          | Да        | Да     |                                                              | Консультант по визуальному дизайну |
| 1981 | Похоронены, но не мертвы                 |          | Да        |        |                                                              | |
| 1981 | Тяжёлый металл                           |          | Сюжеты    |        |                                                              | Сегменты: «Мягкая посадка» и «Б-17» |
| 1983 | Голубой гром                             |          | Да        |        |                                                              | |
| 1984 | Голубой гром                             |          | Да        | Да     |                                                              | Сериал по одноимённому фильму Сценарист (Эпизод «Гонка вооружений») Соавтор сюжета (Эпизод «Остров») Исполнительный сюжетный консультант (6 эпизодов) |
| 1985 | Возвращение живых мертвецов              | Да       | Да        | Да     | Офицер вертолетного громкоговорителя / Бомж у склада (голос) | |
| 1985 | Жизненная сила                           |          | Да        |        |                                                              | |
| 1986 | Пришельцы с Марса                        |          | Да        |        |                                                              | |
| 1990 | Вспомнить всё                            |          | Да        |        |                                                              | |
| 1991 | Воскресший                               | Да       |           |        |                                                              | |
| 1995 | Крикуны                                  |          | Да        |        |                                                              | |
| 1997 | Гемоглобин                               |          | Да        |        |                                                              | |
| 1997 | Зона 51: Интервью с пришельцем           |          |           | Да     | Интервьюер 1989 года                                         | Псведодокументальный фильм |
| 2001 | Ангел-хранитель                          |          |           | Да     | Клерк                                                        | |
| 2004 | Чужой против Хищника                     |          | Сюжет     |        |                                                              | |
| 2012 | Вспомнить всё                            |          | Сюжет     |        |                                                              | |

Также переписал сценарий фильма Фобия (1980), без упоминания имени в титрах.

## Награды
О’Бэннон был награждён призом «Сатурн» за лучшие спецэффекты к картине «Тёмная звезда» (1974).
Академия фантастических фильмов, фэнтези и фильмов ужасов США номинировала О’Бэннона на свой приз «Сатурн» за лучший сценарий к картинам «Чужой» (1979) и «Вспомнить всё» (1990), а также за лучшую режиссуру фильма «Возвращение живых мертвецов» (1985).